# Falconetti
Pour les articles homonymes, voir Falconetti (homonymie).
Anthony Falconetti est un méchant de fiction interprété par William Smith dans les séries Le Riche et le Pauvre et Les Héritiers.

## Histoire

### DansLe Riche et le Pauvre
Anthony Falconetti est un marin quelque peu dérangé, paranoïaque et extrêmement provocateur et dangereux pour son entourage. Son histoire commence à partir du moment où Tom Jordache (Nick Nolte) se retrouve contraint de prendre la fuite et décide de s'engager dans la marine. Tom semble ne pas arriver au bon moment car il aperçoit en fond Falconetti en train de tabasser un pauvre homme. Falconetti, en voyant Tom, pense l'avoir déjà vu quelque part, il décide alors de lui poser la question pour savoir s'il n'a jamais été en prison ; Tom lui fait gentiment comprendre qu'il n'aime pas parler de sa vie privée, mais Falconetti semble avoir très mal pris cette réponse et menace brièvement Tom, qui semble voir en Falconetti une addiction à la bagarre. Lorsque Tom rencontre Roy Dwyer (Herbert Jefferson), homme noir sympathique s'engageant également dans la marine, Falconetti commence à s'acharner sur Roy de manière assez raciste. Après une énième provocation, Tom et Falconetti se provoquent l'un à l'autre et décident de se battre ; ce que Falconetti ignore, c'est que Tom est un ex-boxeur ; Falconetti attaque Tom dans le dos comme un enragé mais Tom parvient à reprendre le contrôle et le met quasi-KO. Falconetti se relève et sort un couteau pour le planter dans la jambe de Tom. Tom, fou de rage, se jette sur Falconetti et lui tape fort la tête contre le sol, tant et si bien que Falconetti perd un œil et est transporté aux urgences.
3 ans plus tard, à Cannes (France), Tom commence à envisager de se marier avec Kate, une femme qu'il a rencontré quelques mois auparavant ; alors que Tom est en marche vers chez lui en compagnie de son fils, le jeune Wesley ; Falconetti (affublé dorénavant d'un cache-œil) qui est à Cannes par hasard, croit reconnaître Tom. Quelque temps plus tard, après que Tom se soit marié, Falconetti kidnappe et s'amuse à saouler Julie Prescott (Susan Blakely), la femme de Rudy Jordache, afin de tendre un piège à Tom. Tom arrive au moment où Falconetti s'apprête à violer Julie, Tom et Falconetti s'affrontent une deuxième fois, ce dernier attaque Tom avec un marteau et tente de le tuer mais Tom, bien que blessé, parvient à prendre le dessus mais se réitère au moment où il allait tuer Falconetti. Le lendemain, Tom est assassiné par des hommes de Falconetti à coups de poignards, Falconetti prend ensuite la fuite,.

### DansLes Héritiers
À la suite du meurtre commandité de Tom Jordache, Falconetti est arrêté par la police et est jeté en prison pour cinq ans. À sa sortie, Falconetti se réfugie chez sa sœur, Maria, qui est convaincu de l'innocence de son frère, en effet elle est persuadée qu'il est incapable d'être violent car celui-ci s'est fait battre par son père pendant des années. Falconetti accepte sur les conseils de sa sœur de se faire faire un œil en verre. Falconetti commence à reprendre ses activités et projette de tuer Rudy Jordache (Peter Strauss) et Wesley (Gregg Henry), le fils du défunt Tom. Il tente de tuer Rudy à l'aide d'un pistolet depuis un pont au dessus de l'autoroute mais rate sa tentative. Il est de nouveau mis en examen mais est très vite relâché, en effet le sénateur véreux Charles Estep a fait payé sa caution afin que Falconetti puisse lui être utile pour tuer Rudy Jordache. Une fois Falconetti dehors, celui-ci est accosté par un certain Matthew Downey qui lui explique pourquoi le sénateur l'a fait sortir de prison. À peine quelques jours plus tard, Falconetti tente de tuer Wesley et Roy Dwyer. Roy retrouve très vite sa trace et le poursuit avec un pistolet, Falconetti se jette sur lui et le poignarde à mort avant de s'enfuir. Après ce meurtre, Falconetti reçoit la visite de Downey qui lui fait comprendre qu'il faut qu'il se cache à Las Vegas. Falconetti, énervé, s'apprête à mettre une raclée à Downey mais finit finalement par l'écouter.
Falconetti se rend donc à Las Vegas et travaille comme gardien de sécurité sous le pseudonyme de Bill Fallon dans un casino sous les ordres du corrompu Al Barber (Ken Swofford), un ex-policier qui tabasse lui-même Falconetti dès son arrivée pour lui faire comprendre de ne pas faire n'importe quoi. Bien décidé à ne pas se laisser faire, Falconetti provoque Barber et reprend très vite le contrôle de la situation en remettant Barber à sa place. Wesley, récemment arrivé à Las Vegas, engage un détective pour retrouver Falconetti, mais le détective est trop effrayé par Falconetti et finit par jeter l'éponge. Falconetti attaque Wesley et Diane Porter (la fille de l'amante de Rudy) mais s'enfuit, il revient à la charge quelques jours plus tard et kidnappe Diane ; Wesley part alors les retrouver, Wesley et Falconetti se battent et Falconetti massacre Wesley et le laisse quasiment en vie pour attirer Rudy à Las Vegas. Barber va voir Falconetti et lui informe qu'il doit tuer Rudy en plein casino ; mais Barber a en fait reçu l'ordre de tuer Falconetti une fois que celui-ci aura tué Rudy. Billy Abbot (James Caroll Jordan), le beau-fils de Rudy, se rend également à Las Vegas pour aider Rudy à intercepter Falconetti. Mais Falconetti se débarrasse très vite de Billy ; alors que Falconetti s'apprête à tuer Rudy d'un coup de pistolet, Billy se jette sur lui et l'en empêche, Falconetti poignarde superficiellement Billy et est poursuivi par Rudy qui le tue au prix de sa propre vie.